# Stuart McQuarrie
Pour les articles homonymes, voir McQuarrie.
Stuart McQuarrie, né le 19 mars 1963, est un acteur britannique.

## Biographie
Stuart McQuarrie a étudié à la Royal Scottish Academy of Music and Drama avant de commencer une carrière théâtrale, d'abord à Édimbourg puis à Londres.
En dehors de son importante carrière au théâtre, il a également joué dans plus de 50 films et séries télévisées.

## Filmographie

### Cinéma
- 1996 : Trainspotting : Gavin
- 2002 : The Honeytrap : Jeremy
- 2002 : 28 jours plus tard : le sergent Farrell
- 2003 : Young Adam : Bill
- 2008 : Hush : Thorpe
- 2008 : Dark World : Clunes
- 2010 : Another Year : un collègue de Tom
- 2010 : Cadavres à la pelle : le magistrat
- 2012 : Blood : David Saddler
- 2014 : Closer to the Moon (en) : Damaceanu
- 2014 : Mr. Turner : le père de Ruskin
- 2019 : Terminator: Dark Fate de Tim Miller : Craig
- 2022 : White Bird: A Wonder Story de Marc Forster

### Télévision
- 1993 : Taggart (série télévisée, saison 9 épisode 2) : Dave Jobson
- 1994 : La Brigade du courage (série télévisée, saison 7 épisode 13) : Magic
- 1995 : Casualty (série télévisée) (série télévisée, saison 10 épisode 13) : Tony Malvin
- 1998 : Affaires non classées (série télévisée, saison 3 épisode 7) : Alastair Rogers
- 2003 : Le Deal (téléfilm) : Doug
- 2005 : Ghost Squad (série télévisée, saison 1 épisode 4) : Keith Warren
- 2007 : Taggart (série télévisée, saison 23 épisode 3) : Jack Lynch
- 2009 : The Bill (série télévisée, 2 épisodes) : Bruce Matthews
- 2010 : Affaires non classées (série télévisée, saison 13 épisodes 3 et 4) : Derek Tripp
- 2012 : Les Arnaqueurs VIP (série télévisée, saison 8 épisode 4) : DS Rivet
- 2012 : Lip Service (série télévisée, 6 épisodes) : Hugh
- 2014 : Babylon (série télévisée, saison 1 épisode 6) : Oliver Philpot
- 2016 : The Hollow Crown (mini-série) : Vernon